# ボクが病気になった理由
ボクが病気になった理由（ぼくがびょうきになったわけ）は、永井明のエッセイ。またそれを原作とする映画作品。

## エッセイ
平凡社から1990年発売。
　

## 映画

### 1作目
1990年に公開された日本の映画。三編のショートストーリーから構成されるオムニバスコメディ映画である。それぞれ「癌」「糖尿病」「高血圧」をテーマとしている。三編の間にはつながりが見られるものの、影響しあうレベルではない。仮タイトルは『三枚のカルテ』だった。 

#### 出演
第1話「マイ・スウィート・リトル・キャンサー」
- 鷲尾いさ子：河野純子（女医）
- 勝村政信：藤井俊太郎（立籠もり犯）
- 地井武男：田中益男
- 木場勝己：山本静夫
- 戸浦六宏：竹下信彦
- 岩本千春：青山麻衣子
- 大高洋夫：桜田刑事
- 小須田康人：北田研修医
- 井口成人：TVリポーター
- 橋爪功：橋爪

第2話「ランゲルハンス・コネクション」
- 名取裕子：依田靖子（グルメレポーター）
- ラサール石井：椎名亨（TVディレクター）
- 上田耕一：澤田耕一
- 斎藤洋介：鈴木大作
- 菅野玲子：田町瞳
- 竹内力：刈谷投手
- 東銀之介：Dr.R

第3話「ハイパーテンション・ロード」
- 中川安奈：青山晶（音楽家）
- 大竹まこと：田辺正太郎
- 羽田美智子：田辺美穂
- 井口成人：TVリポーター
- 山田ひさし：救急隊員
- 藤岡太郎：救急隊員
- 桜金造：タクシー運転手
- 東銀之介：神父

#### スタッフ
- 監督
  - 鴻上尚史：第1話「マイ・スウィート・リトル・キャンサー」
  - 大森一樹：第2話「ランゲルハンス・コネクション」
  - 渡邊孝好：第3話「ハイパーテンション・ロード」
- 脚本：大森一樹、永井明
- 企画：大森一樹
- プロデュース：椋樹弘尚
- 製作者：佐々木史朗
- 製作：シネマハウト、サントリー、日本テレビ放送網
- 配給：アルゴプロジェクト

### 2作目
1994年、映画2作目『病院なんか怖くない。ボクが病気になった理由2』が公開された。主演は香川照之。前作と違いオムニバス映画ではない。

#### 出演（2作目）
- 香川照之：砂山岩男
- 七瀬なつみ：相原百合子
- 広岡由里子：立川礼子
- 安岡力也：白鳥良介
- 金田明夫：立川三郎

#### スタッフ（2作目）
- 監督：加藤文彦
- 監修：永井明
- 脚本：こがねみどり
- 企画：大森一樹